# Blakea brunnea
Blakea brunnea är en tvåhjärtbladig växtart som beskrevs av Henry Allan Gleason. Blakea brunnea ingår i släktet Blakea och familjen Melastomataceae. Inga underarter finns listade i Catalogue of Life.